# Union Douala
Union Sportive de Douala este un club de fotbal camerunez cu sediul în Douala.

## Istoria clubului
Uniunea Sportivă Douala s-a născut în jurul anului 1955 în districtul New-Bell ca urmare a dorinței președinților cluburilor de district de a forma o echipă puternică care să poată concura cu cluburi din alte districte precum Oryx (canton Bell), Caïman (canton Akwa) și  Léopard (canton Deido). La propunerea lui Jean Raymond Nyami (președintele clubului pentru tineret), Samuel Kouam (președintele clubului Vent du Nord) este ales președinte general al noului club și domnul Halidou (președintele clubului Sawaba) este ales vicepreședinte. La propunerea vicepreședintelui Halidou, culorile echipei sunt verde și alb și strigătul de raliu Gamakai-nassara, adică în hausa: « Înainte, străinii ».
După două eșecuri, Uniunea Sportivă Douala a ajuns în prima divizie în 1958 în regiunea litorală, învingându-i pe cei da la Vent Lalane într-un meci de baraj la Stade Saint-Éloi cunoscut sub numele de Stade Camrail. Apoi Uniunea Sportivă Douala a rămas și a jucat numai în prima divizie.

## Palmares și statistici

### Titluri și trofee
| Competiții Naționale | Competiții Continentale                                                                           |
| - Campionatul Camerunului (5) : - Campioni : 1969, 1976, 1978, 1990, 2012. - Cupa Camerunului (6) : - Câștigători : 1961, 1969, 1980, 1985, 1997, 2006. - Finalistă : 1962, 1978, 1981, 1983, 1984, 2004. | - Liga Campionilor CAF : - Câștigători (1) - 1979. - Cupa Cupelor CAF : - Câștigători (1) - 1981. |

### Finale
| Finale jucate de Union Douala în Cupele Continentale – CAF | Finale jucate de Union Douala în Cupele Continentale – CAF | Finale jucate de Union Douala în Cupele Continentale – CAF | Finale jucate de Union Douala în Cupele Continentale – CAF | Finale jucate de Union Douala în Cupele Continentale – CAF | Finale jucate de Union Douala în Cupele Continentale – CAF | Finale jucate de Union Douala în Cupele Continentale – CAF | Finale jucate de Union Douala în Cupele Continentale – CAF | Finale jucate de Union Douala în Cupele Continentale – CAF |
| Liga Campionilor                                           | Liga Campionilor                                           | Liga Campionilor                                           | Liga Campionilor                                           |                                                            | Cupa Cupelor                                               | Cupa Cupelor                                               | Cupa Cupelor                                               | Cupa Cupelor                                               |
| Câștigate                                                  | Câștigate                                                  | Câștigate                                                  | Câștigate                                                  | Câștigate                                                  | Câștigate                                                  | Câștigate                                                  | Câștigate                                                  |                                                            |
| Anul                                                       | Campioni                                                   | Scor                                                       | Adversar                                                   | Anul                                                       | Campioni                                                   | Scor                                                       | Adversar                                                   |                                                            |
| ---------------------------------------------------------- | ---------------------------------------------------------- | ---------------------------------------------------------- | ---------------------------------------------------------- | ---------------------------------------------------------- | ---------------------------------------------------------- | ---------------------------------------------------------- | ---------------------------------------------------------- | ---------------------------------------------------------- |
| 1979                                                       | Union Douala                                               | 1 - 1(5-3)                                                 | Hearts of Oak                                              | 1981                                                       | Union Douala                                               | 2 - 1                                                      | Stationery Stores                                          |                                                            |

## Legături externe
- Turnee continentale 1
- Turnee continentale 2
- Site soccerway.com